# Сабалдир Павло Олексійович
Павло Олексійович Сабалдир літературний псевдо Павло Майорський (1880—1956) — український агроном, лексикограф та перекладач.

## Життєпис
Під псевдонімом Павло Майорський друкувався в газеті «Рада», часописі «Киевская старина». Переклав з Леонідом Пахаревським «Декамерон» Джованні Боккаччо. Книгу було видано двома частинами в харківському «ДВУ» у 1929 році.
Склав «Практичний словник сільськогосподарської термінології» (1931), близько 9 000 російських термінів з українськими (а при морфологічних назвах і з латинськими) відповідниками, «Словник сільськогосподарської термінології». Х.-К. 1933.
Після ліквідації Інституту Української Наукової Мови подавав у співавторстві з Д. Дріновим зросійщену математичну термінологію в «Математичному термінологічному бюлетені» («Проти націоналізму в математичної термінології», 1934). 
В його автобіографії, яка зберігається серед заяв вчителів, які бажають отримати посаду в окупованому Києві, вказано, що він викладав природознавство в київській середній школі №54 
Дальша доля невідома.